# Quai d'Algérie
Le quai d'Algérie est une voie publique de la commune de Rouen.

## Situation et accès
Le quai d'Algérie est situé à Rouen, en rive droite de la Seine qui le borde. Il se trouve immédiatement face à la presqu'île Élie avec laquelle il forme un bassin ; au-delà, il se situe face au quai de l'Ouest.
Dans le même périmètre géographique, il constitue la face opposée du quai de Rouen-Quevilly.

## Origine du nom
Le quai reçoit son nom de l'ancienne province française d'Algérie avec laquelle le trafic commercial vers Rouen a été d'importance jusqu'en 1962.